# Cupiennius chiapanensis
Cupiennius chiapanensis är en spindelart som beskrevs av Rosalinda Medina Lemos 2006. Cupiennius chiapanensis ingår i släktet Cupiennius och familjen Ctenidae. Inga underarter finns listade i Catalogue of Life.